# Тыщенко (Краснодарский край)
Тыщенко — хутор в Кореновском районе Краснодарского края.
Входит в состав Сергиевского сельского поселения.

## География
Хутор расположен непосредственно к западу (ниже по течению) от административного центра поселения — станицы Сергиевской на правом берегу реки Кирпили.

## История
Хутор Тыщенко — это бывшие земли казачьей семьи Тыщенко.

## Население
| 2002 | 2010 |
| ---- | ---- |
| 10   | ↘5   |